# Purpurivka, Novomîrhorod
Purpurivka (în ucraineană Пурпурівка) este localitatea de reședință a comunei Purpurivka din raionul Novomîrhorod, regiunea Kirovohrad, Ucraina.

## Demografie
Componența lingvistică a localității Purpurivka
     Ucraineană (92,76%)
     Belarusă (1,54%)
     Rusă (1,1%)
Conform recensământului din 2001, majoritatea populației localității Purpurivka era vorbitoare de ucraineană (92,76%), existând în minoritate și vorbitori de armeană (1,97%), belarusă (1,54%) și rusă (1,1%).